# Luật cấm che mặt (Hồng Kông)
Luật cấm che mặt của Hồng Kông là luật do chính phủ Hồng Kông viện dẫn từ Pháp lệnh Quy định khẩn cấp, nhằm kiểm soát an ninh chặt chẽ trong các cuộc biểu tình và được áp dụng vào ngày 5 tháng 10 năm 2019.
Luật này yêu cầu những người tham gia biểu tình không được che mặt. Những ai vi phạm sẽ bị phạt 25.000 đô la Hồng Kông hoặc bị phạt 1 năm tù.